# میناری
میناری (به کره‌ای: 미나리) (انگلیسی: Minari) فیلمی درام به کارگردانی لی ایزاک چانگ محصول سال ۲۰۲۰ کره است. در این فیلم استیون ین و [[]] بازی می‌کنند.
استیون ین در نقش پدر یک خانوادهٔ کره‌ای که در دههٔ ۱۹۸۰ زندگی تازه‌ای در یک مزرعه آغاز می‌کند، تحسین منتقدین را در پی داشته‌است. این فیلم در ۲۶ ژانویه ۲۰۲۰ در جشنوارهٔ ساندنس اکران و برندهٔ جایزهٔ بهترین فیلم درام آمریکایی شد. این فیلم پنجمین فیلم چانگ است و با الهام از کودکی فیلمساز ساخته شده‌است. این فیلم موفق به دریافت جایزه گلدن گلوب بهترین فیلم غیر انگلیسی زبان ۲۰۲۱شد.

## داستان
این فیلم داستانی زندگینامه‌ای دربارهٔ یک خانواده کره‌ای آمریکایی است که به آرکانزاس نقل مکان می‌کنند تا یک کار کشاورزی را در دهه ۱۹۸۰ شروع کنند.

## جایزه‌ها
| جایزه                                      | تاریخ برگزاری  | بخش                                                              | دریافت‌کننده(ها)                                                                | نتیجه     | منبع          |
| ------------------------------------------ | -------------- | ---------------------------------------------------------------- | ------------------------------------------------------------------------------ | --------- | ------------- |
| جایزه اسکار                                | ۲۵ آپریل ۲۰۲۱  | بهترین فیلم                                                      | کریستینا اوه                                                                   | نامزدشده  | [ ۳ ] [ ۴ ]   |
| جایزه اسکار                                | ۲۵ آپریل ۲۰۲۱  | بهترین کارگردانی                                                 | لی ایزاک چانگ                                                                  | نامزدشده  | [ ۳ ] [ ۴ ]   |
| جایزه اسکار                                | ۲۵ آپریل ۲۰۲۱  | بهترین فیلم‌نامه غیراقتباسی                                       | لی ایزاک چانگ                                                                  | نامزدشده  | [ ۳ ] [ ۴ ]   |
| جایزه اسکار                                | ۲۵ آپریل ۲۰۲۱  | بهترین بازیگر نقش اول مرد                                        | استیون ین                                                                      | نامزدشده  | [ ۳ ] [ ۴ ]   |
| جایزه اسکار                                | ۲۵ آپریل ۲۰۲۱  | بهترین بازیگر نقش مکمل زن                                        | یون یو-جانگ                                                                    | برنده     | [ ۳ ] [ ۴ ]   |
| جایزه اسکار                                | ۲۵ آپریل ۲۰۲۱  | بهترین موسیقی فیلم                                               | امیل ماسری                                                                     | نامزدشده  | [ ۳ ] [ ۴ ]   |
| اتحادیه زنان روزنامه‌نگار سینمایی           | ۴ ژانویه ۲۰۲۱  | بهترین فیلم                                                      | میناری                                                                         | نامزدشده  |               |
| اتحادیه زنان روزنامه‌نگار سینمایی           | ۴ ژانویه ۲۰۲۱  | بهترین بازیگر نقش مکمل زن                                        | یون یو-جانگ                                                                    | برنده     |               |
| بنیاد فیلم آمریکا                          | ۲۵ ژانویه ۲۰۲۱ | ۱۰ فیلم برتر سال                                                 | میناری                                                                         | برنده     | [ ۵ ]         |
| انجمن منتقدان فیلم آستین                   | ۱۹ مارس ۲۰۲۱   | بهترین فیلم                                                      | میناری                                                                         | برنده     | [ ۶ ] [ ۷ ]   |
| انجمن منتقدان فیلم آستین                   | ۱۹ مارس ۲۰۲۱   | بهترین کارگردانی                                                 | لی ایزاک چانگ                                                                  | برنده     | [ ۶ ] [ ۷ ]   |
| انجمن منتقدان فیلم آستین                   | ۱۹ مارس ۲۰۲۱   | بهترین بازیگر نقش اول مرد                                        | استیون ین                                                                      | نامزدشده  | [ ۶ ] [ ۷ ]   |
| انجمن منتقدان فیلم آستین                   | ۱۹ مارس ۲۰۲۱   | بهترین بازیگر نقش مکمل زن                                        | یون یو-جانگ                                                                    | برنده     | [ ۶ ] [ ۷ ]   |
| انجمن منتقدان فیلم آستین                   | ۱۹ مارس ۲۰۲۱   | بهترین فیلم‌نامه غیراقتباسی                                       | لی ایزاک چانگ                                                                  | برنده     | [ ۶ ] [ ۷ ]   |
| انجمن منتقدان فیلم آستین                   | ۱۹ مارس ۲۰۲۱   | بهترین فیلم‌برداری                                                | لکلن میلن                                                                      | نامزدشده  | [ ۶ ] [ ۷ ]   |
| انجمن منتقدان فیلم آستین                   | ۱۹ مارس ۲۰۲۱   | بهترین موسیقی فیلم                                               | امیل ماسری                                                                     | برنده     | [ ۶ ] [ ۷ ]   |
| انجمن منتقدان فیلم آستین                   | ۱۹ مارس ۲۰۲۱   | بهترین فیلم خارجی زبان                                           | میناری                                                                         | برنده     | [ ۶ ] [ ۷ ]   |
| انجمن منتقدان فیلم آستین                   | ۱۹ مارس ۲۰۲۱   | بهترین گروه                                                      | بازیگران میناری                                                                | برنده     | [ ۶ ] [ ۷ ]   |
| انجمن منتقدان فیلم آستین                   | ۱۹ مارس ۲۰۲۱   | The Robert R. “Bobby” McCurdy Memorial Breakthrough Artist Award | آلان کیم                                                                       | نامزدشده  | [ ۶ ] [ ۷ ]   |
| انجمن منتقدان فیلم آستین                   | ۱۹ مارس ۲۰۲۱   | The Robert R. “Bobby” McCurdy Memorial Breakthrough Artist Award | لی ایزاک چانگ                                                                  | نامزدشده  | [ ۶ ] [ ۷ ]   |
| آکادمی هنرهای سینمایی و تلویزیونی استرالیا | ۶ مارس ۲۰۲۱    | بهترین فیلم بین‌المللی                                            | میناری                                                                         | نامزدشده  | [ ۸ ]         |
| جوایز فیلم بفتا                            | ۱۱ آوریل ۲۰۲۱  | بهترین فیلم غیر انگلیسی زبان                                     | میناری                                                                         | نامزدشده  | [ ۹ ] [ ۱۰ ]  |
| جوایز فیلم بفتا                            | ۱۱ آوریل ۲۰۲۱  | بهترین کارگردانی                                                 | لی ایزاک چانگ                                                                  | نامزدشده  | [ ۹ ] [ ۱۰ ]  |
| جوایز فیلم بفتا                            | ۱۱ آوریل ۲۰۲۱  | بهترین بازیگر نقش مکمل مرد                                       | آلان کیم                                                                       | نامزدشده  | [ ۹ ] [ ۱۰ ]  |
| جوایز فیلم بفتا                            | ۱۱ آوریل ۲۰۲۱  | بهترین بازیگر نقش مکمل زن                                        | یون یو-جانگ                                                                    | برنده     | [ ۹ ] [ ۱۰ ]  |
| جوایز فیلم بفتا                            | ۱۱ آوریل ۲۰۲۱  | بهترین موسیقی فیلم                                               | امیل ماسری                                                                     | نامزدشده  | [ ۹ ] [ ۱۰ ]  |
| جوایز فیلم بفتا                            | ۱۱ آوریل ۲۰۲۱  | بهترین بازیگردان                                                 | جولیا کیم                                                                      | نامزدشده  | [ ۹ ] [ ۱۰ ]  |
| انجمن منتقدان فیلم بوستون                  | ۱۳ دسامبر ۲۰۲۰ | بهترین بازیگر نقش مکمل زن                                        | یون یو-جانگ                                                                    | برنده     | [ ۱۱ ]        |
| انجمن منتقدان فیلم بوستون                  | ۱۳ دسامبر ۲۰۲۰ | بهترین موسیقی فیلم                                               | امیل ماسری                                                                     | برنده     | [ ۱۱ ]        |
| انجمن منتقدان فیلم بوستون                  | ۱۳ دسامبر ۲۰۲۰ | بهترین گروه                                                      | بازیگران میناری                                                                | رتبه دوم  | [ ۱۱ ]        |
| انجمن منتقدان فیلم شیکاگو                  | ۲۱ دسامبر ۲۰۲۰ | بهترین بازیگر نقش اول مرد                                        | استیون ین                                                                      | نامزدشده  | [ ۱۲ ]        |
| انجمن منتقدان فیلم شیکاگو                  | ۲۱ دسامبر ۲۰۲۰ | بهترین بازیگر نقش مکمل زن                                        | یون یو-جانگ                                                                    | نامزدشده  | [ ۱۲ ]        |
| انجمن منتقدان فیلم شیکاگو                  | ۲۱ دسامبر ۲۰۲۰ | جایزه Milos Stehlik برای فیلمساز آینده‌دار                        | لی ایزاک چانگ                                                                  | نامزدشده  | [ ۱۲ ]        |
| جایزه فیلم به انتخاب منتقدان               | ۷ مارس ۲۰۲۱    | بهترین فیلم                                                      | میناری                                                                         | نامزدشده  | [ ۱۳ ]        |
| جایزه فیلم به انتخاب منتقدان               | ۷ مارس ۲۰۲۱    | بهترین کارگردانی                                                 | لی ایزاک چانگ                                                                  | نامزدشده  | [ ۱۳ ]        |
| جایزه فیلم به انتخاب منتقدان               | ۷ مارس ۲۰۲۱    | بهترین بازیگر نقش اول مرد                                        | استیون ین                                                                      | نامزدشده  | [ ۱۳ ]        |
| جایزه فیلم به انتخاب منتقدان               | ۷ مارس ۲۰۲۱    | بهترین بازیگر نقش مکمل زن                                        | یون یو-جانگ                                                                    | نامزدشده  | [ ۱۳ ]        |
| جایزه فیلم به انتخاب منتقدان               | ۷ مارس ۲۰۲۱    | بهترین بازیگر جوان                                               | آلان کیم                                                                       | برنده     | [ ۱۳ ]        |
| جایزه فیلم به انتخاب منتقدان               | ۷ مارس ۲۰۲۱    | بهترین گروه بازیگری                                              | گروه میناری                                                                    | نامزدشده  | [ ۱۳ ]        |
| جایزه فیلم به انتخاب منتقدان               | ۷ مارس ۲۰۲۱    | بهترین فیلم‌نامه غیراقتباسی                                       | لی ایزاک چانگ                                                                  | نامزدشده  | [ ۱۳ ]        |
| جایزه فیلم به انتخاب منتقدان               | ۷ مارس ۲۰۲۱    | بهترین فیلم‌برداری                                                | لکلن میلن                                                                      | نامزدشده  | [ ۱۳ ]        |
| جایزه فیلم به انتخاب منتقدان               | ۷ مارس ۲۰۲۱    | بهترین موسیقی فیلم                                               | امیل ماسری                                                                     | نامزدشده  | [ ۱۳ ]        |
| جایزه فیلم به انتخاب منتقدان               | ۷ مارس ۲۰۲۱    | بهترین فیلم خارجی زبان                                           | میناری                                                                         | برنده     | [ ۱۳ ]        |
| جشنواره فیلم آمریکایی دوویل                | ۲۴ نوامبر ۲۰۲۰ | جایزه تماشاگران بهترین فیلم                                      | میناری                                                                         | برنده     | [ ۱۴ ]        |
| جشنواره فیلم آمریکایی دوویل                | ۲۴ نوامبر ۲۰۲۰ | جایزه ایفای نقش عالی                                             | استیون ین                                                                      | برنده     | [ ۱۴ ]        |
| جشنواره فیلم آمریکایی دوویل                | ۹ سپتامبر ۲۰۲۰ | جایزه ویژه                                                       | لی ایزاک چانگ                                                                  | نامزدشده  | [ ۱۴ ]        |
| جایزه انجمن کارگردانان آمریکا              | ۲۰ آوریل ۲۰۲۱  | بهترین کارگردان                                                  | لی ایزاک چانگ                                                                  | در انتظار | [ ۱۵ ]        |
| حلقه منتقدان فیلم فلوریدا                  | ۲۱ دسامبر ۲۰۲۰ | بهترین فیلم                                                      | میناری                                                                         | رتبه دوم  | [ ۱۶ ]        |
| حلقه منتقدان فیلم فلوریدا                  | ۲۱ دسامبر ۲۰۲۰ | بهترین کارگردانی                                                 | لی ایزاک چانگ                                                                  | نامزدشده  | [ ۱۶ ]        |
| حلقه منتقدان فیلم فلوریدا                  | ۲۱ دسامبر ۲۰۲۰ | بهترین بازیگر نقش مکمل زن                                        | یون یو-جانگ                                                                    | رتبه دوم  | [ ۱۶ ]        |
| حلقه منتقدان فیلم فلوریدا                  | ۲۱ دسامبر ۲۰۲۰ | بهترین فیلم‌نامه                                                  | لی ایزاک چانگ                                                                  | برنده     | [ ۱۶ ]        |
| حلقه منتقدان فیلم فلوریدا                  | ۲۱ دسامبر ۲۰۲۰ | بهترین گروه                                                      | بازیگران میناری                                                                | نامزدشده  | [ ۱۶ ]        |
| حلقه منتقدان فیلم فلوریدا                  | ۲۱ دسامبر ۲۰۲۰ | بهترین فیلم خارجی زبان                                           | میناری                                                                         | رتبه دوم  | [ ۱۶ ]        |
| جوایز گلدن گلوب                            | ۲۸ فوریه ۲۰۲۱  | بهترین فیلم خارجی زبان                                           | میناری                                                                         | برنده     | [ ۱۷ ]        |
| جوایز گاتهام                               | ۱۱ ژانویه ۲۰۲۱ | بهترین بازیگر زن                                                 | یون یو-جانگ                                                                    | نامزدشده  | [ ۱۸ ]        |
| جایزه ایندیپندنت اسپیریت                   | ۲۲ آوریل ۲۰۲۱  | بهترین فیلم                                                      | دده گاردنر، جرمی کلاینر و کریستینا اوه                                         | در انتظار | [ ۱۹ ]        |
| جایزه ایندیپندنت اسپیریت                   | ۲۲ آوریل ۲۰۲۱  | بهترین کارگردانی                                                 | لی ایزاک چانگ                                                                  | در انتظار | [ ۱۹ ]        |
| جایزه ایندیپندنت اسپیریت                   | ۲۲ آوریل ۲۰۲۱  | بهترین بازیگر نقش اول مرد                                        | استیون ین                                                                      | در انتظار | [ ۱۹ ]        |
| جایزه ایندیپندنت اسپیریت                   | ۲۲ آوریل ۲۰۲۱  | بهترین بازیگر نقش مکمل زن                                        | هان یه-ری                                                                      | در انتظار | [ ۱۹ ]        |
| جایزه ایندیپندنت اسپیریت                   | ۲۲ آوریل ۲۰۲۱  | بهترین بازیگر نقش مکمل زن                                        | یون یو-جانگ                                                                    | در انتظار | [ ۱۹ ]        |
| جایزه ایندیپندنت اسپیریت                   | ۲۲ آوریل ۲۰۲۱  | بهترین فیلم‌نامه                                                  | لی ایزاک چانگ                                                                  | در انتظار | [ ۱۹ ]        |
| انجمن منتقدان فیلم لس آنجلس                | ۲۰ دسامبر۲۰۲۰  | بهترین بازیگر نقش مکمل زن                                        | یون یو-جانگ                                                                    | برنده     | [ ۲۰ ]        |
| هیئت ملی بازبینی فیلم                      | ۲۶ ژانویه ۲۰۲۱ | بهترین بازیگر نقش مکمل زن                                        | یون یو-جانگ                                                                    | برنده     | [ ۲۱ ]        |
| هیئت ملی بازبینی فیلم                      | ۲۶ ژانویه ۲۰۲۱ | بهترین فیلم‌نامه غیراقتباسی                                       | لی ایزاک چانگ                                                                  | برنده     | [ ۲۱ ]        |
| هیئت ملی بازبینی فیلم                      | ۲۶ ژانویه ۲۰۲۱ | ۱۰ فیلم برتر ۲۰۲۰                                                | میناری                                                                         | برنده     | [ ۲۱ ]        |
| منتقدان آنلاین فیلم نیویورک                | ۲۶ ژانویه ۲۰۲۱ | بهترین فیلم                                                      | میناری                                                                         | برنده     | [ ۲۲ ]        |
| منتقدان آنلاین فیلم نیویورک                | ۲۶ ژانویه ۲۰۲۱ | بهترین فیلم خارجی زبان                                           | میناری                                                                         | برنده     | [ ۲۲ ]        |
| منتقدان آنلاین فیلم نیویورک                | ۲۶ ژانویه ۲۰۲۱ | بهترین بازیگر نقش مکمل زن                                        | یون یو-جانگ                                                                    | برنده     | [ ۲۲ ]        |
| منتقدان آنلاین فیلم نیویورک                | ۲۶ ژانویه ۲۰۲۱ | بهترین بازیگر نقش اول مرد                                        | استیون ین                                                                      | نامزدشده  | [ ۲۲ ]        |
| منتقدان آنلاین فیلم نیویورک                | ۲۶ ژانویه ۲۰۲۱ | بهترین بازیگر نقش اول زن                                         | هان یه-ری                                                                      | نامزدشده  | [ ۲۲ ]        |
| منتقدان آنلاین فیلم نیویورک                | ۲۶ ژانویه ۲۰۲۱ | بهترین کارگردانی                                                 | لی ایزاک چانگ                                                                  | نامزدشده  | [ ۲۲ ]        |
| انجمن تهیه‌کنندگان آمریکا                   | مارس ۲۴ ۲۰۲۱   | بهترین فیلم                                                      | دده گاردنر، جرمی کلاینر و کریستینا اوه                                         | نامزدشده  |               |
| حلقه منتقدان فیلم سان‌فرانسیسکو             | ژانویه ۱۸ ۲۰۲۱ | بهترین فیلم                                                      | میناری                                                                         | نامزدشده  | [ ۲۳ ]        |
| حلقه منتقدان فیلم سان‌فرانسیسکو             | ژانویه ۱۸ ۲۰۲۱ | بهترین کارگردانی                                                 | لی ایزاک چانگ                                                                  | نامزدشده  | [ ۲۳ ]        |
| حلقه منتقدان فیلم سان‌فرانسیسکو             | ژانویه ۱۸ ۲۰۲۱ | بهترین بازیگر نقش اول مرد                                        | استیون ین                                                                      | نامزدشده  | [ ۲۳ ]        |
| حلقه منتقدان فیلم سان‌فرانسیسکو             | ژانویه ۱۸ ۲۰۲۱ | بهترین بازیگر نقش مکمل زن                                        | یون یو-جانگ                                                                    | برنده     | [ ۲۳ ]        |
| حلقه منتقدان فیلم سان‌فرانسیسکو             | ژانویه ۱۸ ۲۰۲۱ | بهترین فیلم‌نامه غیراقتباسی                                       | لی ایزاک چانگ                                                                  | برنده     | [ ۲۳ ]        |
| انجمن منتقدان فیلم سن دیگو                 | ژانویه ۱۱ ۲۰۲۱ | بهترین بازیگر نقش مکمل زن                                        | یون یو-جانگ                                                                    | برنده     | [ ۲۴ ]        |
| انجمن منتقدان فیلم سن دیگو                 | ژانویه ۱۱ ۲۰۲۱ | بهترین فیلم‌نامه غیراقتباسی                                       | لی ایزاک چانگ                                                                  | برنده     | [ ۲۴ ]        |
| انجمن منتقدان فیلم سن دیگو                 | ژانویه ۱۱ ۲۰۲۱ | بهترین بازیگر نقش اول مرد                                        | استیون ین                                                                      | نامزدشده  | [ ۲۴ ]        |
| جایزه ستلایت                               | فوریه ۱۵ ۲۰۲۱  | بهترین فیلم - درام                                               | میناری                                                                         | نامزدشده  | [ ۲۵ ]        |
| جایزه ستلایت                               | فوریه ۱۵ ۲۰۲۱  | بهترین کارگردانی                                                 | لی ایزاک چانگ                                                                  | نامزدشده  | [ ۲۵ ]        |
| جایزه ستلایت                               | فوریه ۱۵ ۲۰۲۱  | بهترین بازیگر نقش اول مرد                                        | استیون ین                                                                      | نامزدشده  | [ ۲۵ ]        |
| جایزه ستلایت                               | فوریه ۱۵ ۲۰۲۱  | بهترین بازیگر نقش مکمل زن                                        | یون یو-جانگ                                                                    | نامزدشده  | [ ۲۵ ]        |
| جایزه ستلایت                               | فوریه ۱۵ ۲۰۲۱  | بهترین فیلم‌نامه غیراقتباسی                                       | لی ایزاک چانگ                                                                  | نامزدشده  | [ ۲۵ ]        |
| جایزه ستلایت                               | فوریه ۱۵ ۲۰۲۱  | بهترین تدوین                                                     | هری یون                                                                        | نامزدشده  | [ ۲۵ ]        |
| جایزه ستلایت                               | فوریه ۱۵ ۲۰۲۱  | بهترین موسیقی فیلم                                               | امیل ماسری                                                                     | نامزدشده  | [ ۲۵ ]        |
| جایزه انجمن بازیگران فیلم                  | آوریل ۴ ۲۰۲۱   | بهترین بازیگران                                                  | نوئل کیت چو، هان یه-ری، اسکات هیز، آلان کیم، ویل پاتون، استیون ین، یون یو-جانگ | نامزدشده  | [ ۲۶ ] [ ۲۷ ] |
| جایزه انجمن بازیگران فیلم                  | آوریل ۴ ۲۰۲۱   | بهترین بازیگر مرد                                                | استیون ین                                                                      | نامزدشده  | [ ۲۶ ] [ ۲۷ ] |
| جایزه انجمن بازیگران فیلم                  | آوریل ۴ ۲۰۲۱   | بهترین بازیگر نقش مکمل زن                                        | یون یو-جانگ                                                                    | برنده     | [ ۲۶ ] [ ۲۷ ] |
| انجمن منتقدان فیلم سیاتل                   | فوریه ۱۵ ۲۰۲۱  | بهترین فیلم                                                      | میناری                                                                         | نامزدشده  | [ ۲۸ ]        |
| انجمن منتقدان فیلم سیاتل                   | فوریه ۱۵ ۲۰۲۱  | بهترین کارگردانی                                                 | لی ایزاک چانگ                                                                  | نامزدشده  | [ ۲۸ ]        |
| انجمن منتقدان فیلم سیاتل                   | فوریه ۱۵ ۲۰۲۱  | بهترین بازیگر نقش اول مرد                                        | استیون ین                                                                      | نامزدشده  | [ ۲۸ ]        |
| انجمن منتقدان فیلم سیاتل                   | فوریه ۱۵ ۲۰۲۱  | بهترین بازیگر نقش مکمل زن                                        | یون یو-جانگ                                                                    | برنده     | [ ۲۸ ]        |
| انجمن منتقدان فیلم سیاتل                   | فوریه ۱۵ ۲۰۲۱  | بهترین گروه بازیگران                                             | جولیا کیم                                                                      | نامزدشده  | [ ۲۸ ]        |
| انجمن منتقدان فیلم سیاتل                   | فوریه ۱۵ ۲۰۲۱  | بهترین فیلم خارجی زبان                                           | میناری                                                                         | برنده     | [ ۲۸ ]        |
| انجمن منتقدان فیلم سیاتل                   | فوریه ۱۵ ۲۰۲۱  | بهترین موسیقی فیلم                                               | امیل ماسری                                                                     | نامزدشده  | [ ۲۸ ]        |
| انجمن منتقدان فیلم سیاتل                   | فوریه ۱۵ ۲۰۲۱  | بهترین بازیگر جوان                                               | آلان کیم                                                                       | برنده     | [ ۲۸ ]        |
| جشنواره فیلم ساندنس                        | فوریه ۱ ۲۰۲۰   | جایزه بزرگ هیئت داوران -رقابت درام آمریکا                        | لی ایزاک چانگ                                                                  | برنده     | [ ۲۹ ]        |
| جشنواره فیلم ساندنس                        | فوریه ۱ ۲۰۲۰   | جایزه مخاطبان - رقابت درام آمریکا                                | لی ایزاک چانگ                                                                  | برنده     | [ ۲۹ ]        |
| انجمن منتقدان فیلم تورنتو                  | فوریه ۷ ۲۰۲۱   | بهترین فیلم                                                      | میناری                                                                         | نامزدشده  |               |
| انجمن منتقدان فیلم تورنتو                  | فوریه ۷ ۲۰۲۱   | بهترین بازیگر نقش مکمل زن                                        | یون یو-جانگ                                                                    | نامزدشده  |               |
| انجمن منتقدان فیلم تورنتو                  | فوریه ۷ ۲۰۲۱   | بهترین کارگردانی                                                 | لی ایزاک چانگ                                                                  | نامزدشده  |               |
| انجمن منتقدان فیلم تورنتو                  | فوریه ۷ ۲۰۲۱   | بهترین فیلم‌نامه                                                  | لی ایزاک چانگ                                                                  | برنده     |               |
| انجمن منتقدان فیلم منطقه واشینگتن، دی.سی.  | فوریه ۸ ۲۰۲۱   | بهترین فیلم                                                      | میناری                                                                         | نامزدشده  | [ ۳۰ ]        |
| انجمن منتقدان فیلم منطقه واشینگتن، دی.سی.  | فوریه ۸ ۲۰۲۱   | بهترین کارگردانی                                                 | لی ایزاک چانگ                                                                  | نامزدشده  | [ ۳۰ ]        |
| انجمن منتقدان فیلم منطقه واشینگتن، دی.سی.  | فوریه ۸ ۲۰۲۱   | بهترین بازیگر نقش اول مرد                                        | استیون ین                                                                      | نامزدشده  | [ ۳۰ ]        |
| انجمن منتقدان فیلم منطقه واشینگتن، دی.سی.  | فوریه ۸ ۲۰۲۱   | بهترین بازیگر نقش مکمل زن                                        | یون یو-جانگ                                                                    | برنده     | [ ۳۰ ]        |
| انجمن منتقدان فیلم منطقه واشینگتن، دی.سی.  | فوریه ۸ ۲۰۲۱   | بهترین بازیگر جوان                                               | آلان کیم                                                                       | برنده     | [ ۳۰ ]        |
| انجمن منتقدان فیلم منطقه واشینگتن، دی.سی.  | فوریه ۸ ۲۰۲۱   | بهترین فیلم‌نامه غیراقتباسی                                       | لی ایزاک چانگ                                                                  | نامزدشده  | [ ۳۰ ]        |
| انجمن منتقدان فیلم منطقه واشینگتن، دی.سی.  | فوریه ۸ ۲۰۲۱   | بهترین موسیقی فیلم                                               | امیل ماسری                                                                     | نامزدشده  | [ ۳۰ ]        |
| انجمن منتقدان فیلم منطقه واشینگتن، دی.سی.  | فوریه ۸ ۲۰۲۱   | بهترین گروه                                                      | میناری                                                                         | نامزدشده  | [ ۳۰ ]        |